# Peter Verhelst

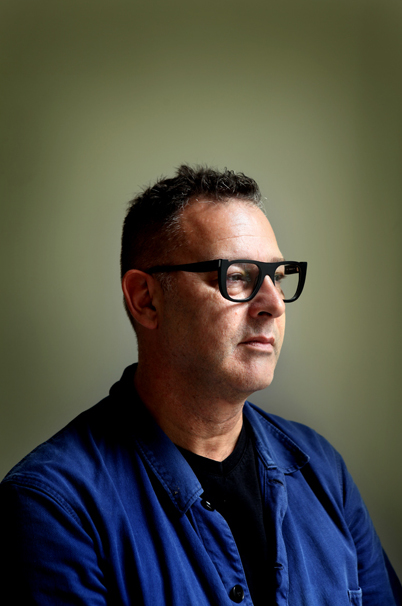
Peter Verhelst

Peter Verhelst (* 28. Januar 1962 in Brügge, Belgien) ist ein flämischer Schriftsteller, Dichter, Dramatiker und Regisseur.

## Leben
Peter Verhelst debütierte 1987 mit dem Gedichtband Obsidiaan. Er schreibt Lyrik, Romane und Theaterstücke. Für den Roman Tongkat erhielt er 2000 den Literaturpreis Gouden Uil, 2021 wurde sein Gesamtwerk ausgezeichnet.
2021 war Peter Verhelst Teil des Kuratoren-Trios des Kunstenfestival Watou im belgischen Poperinge.
Verhelsts im niederländischen Sprachraum bekannteste Werke sind De Kleurenvanger, Memoires van een luipaard, Zwellend fruit und Tongkat. Auf Deutsch gibt es bisher die Romane Der Farbenfänger und Das Muskelalphabet sowie den essayistischen Prosatext Eine Handvoll Sekunden.
Fünf Theatertexte von Peter Verhelst sind in Übersetzung von Rainer Kersten im Verlag der Autoren erschienen und auch an deutschen Theaterhäusern aufgeführt worden.
For sein Buch Voor het vergeten erhielt er 2019 den belgischen Confituurboekhandelsprijs, den Preis des Verbands der unabhängigen flämischen Buchhändler.

## Werke (Auswahl)

### Poesie
| - Obsidiaan (1987) - OTTO (1998) - Angel (1990) - Witte Bloemen (1991) - Master (1992) - De Boom N (1994) - Verhemelte (1996) - Verrukkingen (1997) - Alaska (2003) | - Nieuwe Sterrenbeelden (2008) - Zoo van het denken (2011) - Wij totale vlam (2014) - Zing Zing (2016) - Koor (2017) - Wat ons had kunnen zijn (2018) - Zon (2019) - 2050 (2021) - Zabriskie (2023) |

### Prosa
| - Vloeibaar harnas (1993) - Het spieren alfabet (1995) - De kleurenvanger (1996) - Tongkat (1999) - Zwellend fruit (2000) - Memoires van een Luipaard (2001) - Mondschilderingen (2002) | - Zwerm (2005) - Huis van de Aanrakingen (2010) - De allerlaatste caracara ter wereld (2012) - Geschiedenis van een berg (2013) - De Kunst van het crashen (2015) - Voor het vergeten (2018) - Lichamen (2022) |

### Drama
| - Maria Salomé (1997) - Romeo en Julia (studie van een verdrinkend lichaam) (1998) - Red Rubber Balls (1999) - S*ckmyp (2000) - AARS! (2000) - Scratching the Inner Fields (2001) - Philocrates (2002) - Het sprookjesbordeel (2002) - Blush (2002) - Sonic Boom (2002) - Philoctetes Fortify My Arms (2003) - CRASH (2004), regie Eric Joris - Richard III (2005), regie Johan Simons - Edward II, Ed is dead forever yours (2007), regie Johan Simons - Lex (2009), regie Peter Verhelst - Julius Caesar (2010), regie Peter Verhelst - Terra Nova (2011), regie Eric Joris en Stef De Paepe - Medea (2011), regie Paul Koek - Nero (2011), regie Peter Verhelst - Africa (2013), regie Peter Verhelst | - Moby Dick (2013), regie Paul Koek - Parsifal (2014), regie Peter Verhelst - Arthur (2014), regie Paul Koek - Hotel Malaria (2015), regie Peter Verhelst - Liefde (2016), regie Peter Verhelst - Koor (2017), regie Peter Verhelst - CRASH (2004), regie Eric Joris - Richard III (2005), regie Johan Simons - Edward II, Ed is dead forever yours (2007), regie Johan Simons - Lex (2009), regie Peter Verhelst - Julius Caesar (2010), regie Peter Verhelst - Terra Nova (2011), regie Eric Joris en Stef De Paepe - Medea (2011), regie Paul Koek - Nero (2011), regie Peter Verhelst - Africa (2013), regie Peter Verhelst - Moby Dick (2013), regie Paul Koek - Parsifal (2014), regie Peter Verhelst - Arthur (2014), regie Paul Koek - Hotel Malaria (2015), regie Peter Verhelst - Liefde (2016), regie Peter Verhelst - Koor (2017), regie Peter Verhelst |

## In deutscher Übersetzung
- Der Farbenfänger. Roman. Aus dem Niederländischen von Barbara Heller. Goldmann Manhattan, 1999. ISBN 9783442540822
- Das Muskelalphabet. Roman. Aus dem Niederländischen von Barbara Heller. Goldmann Manhattan, 1999. ISBN 9783442540617

- Eine Handvoll Sekunden (De Kunst van het Crashen). Aus dem Niederländischen von Stefan Wieczorek. Zürich: Secession Verlag, 2016. ISBN 978-3-905951-91-2

## Inszenierungen (Auswahl)
- Romeo und Julia. Studie eines ertrinkenden Körpers. UA: Holland Festival / Stadsschouwburg Amsterdam, 16. Juni 1998. Regie: Ivo van Hove. Deutsche Erstaufführung: Staatstheater Stuttgart, 16. Januar 2004. Regie: Elias Perrig
- Red Rubber Balls. UA: Kaaitheater Brüssel, 16. September 1999. R: Thierry Smits. Deutsche Erstaufführung: schauspielfrankfurt, 20. Februar 2004. Regie: Christiane Schneider

- mit Luk Perceval: Ars! Triptychon. UA: Saarländisches Staatstheater, Saarbrücken, 22. März 2003. Regie: Kay Neumann
- Richard III. UA: ZT Hollandia, Eindhoven, 23. April 2004. Regie: Johan Simons. Deutsche Erstaufführung: Landesbühne Niedersachsen Nord, Wilhelmshaven, 26. Januar 2019.
- Julius Caesar. UA: NTGent, 8. Januar 2010. Regie: Peter Verhelst. Deutsche Erstaufführung: Landesbühne Niedersachsen Nord, Wilhelmshaven, 21. September 2019. Regie: Robert Teufel
- mit Oscar Van Rompay: Africa. Monolog. UA: NTGent, 2013. Regie: Peter Verhelst

## Auszeichnungen
- 2000 – Gouden Uil für den Roman Tongkat
- 2001 – Ferdinand-Bordewijk-Preis für den Roman Tongkat
- 2008 – Jan-Campert-Preis für den Gedichtband Nieuwe Sterrenbeelden
- 2009 – Gouden Griffel für das Jugendbuch Het geheim van de keel van de nachtegaal
- 2009 – Woutertje Pieterse Prijs für das Jugendbuch Het geheim van de keel van de nachtegaal
- 2009 – Herman-de-Coninck-Preis für den Gedichtband Nieuwe Sterrenbeelden
- 2015 – Herman-de-Coninck-Preis für den Gedichtband Wij totale vlam
- 2016 – Ida-Gerhardt-Poesiepreis für den Gedichtband Wij totale vlam[6]
- 2017 – Herman-de-Coninck-Preis für den Gedichtband Zing Zing
- 2019 – Confituurboekhandelsprijs für den Prosaband Voor het vergeten
- 2020 – Awater-Poesiepreis für den Gedichtband Zon
- 2021 – Constantijn Huygensprijs für sein Gesamtwerk
- 2022 – Arkprijs van het Vrije Woord für sein Engagement für freie Debattenkultur

- 2024 – De Grote Poëzieprijs für den Gedichtband Zabriskie